# 萊克敦鎮區 (北達科他州巴恩斯縣)
萊克敦鎮區（英語：Lake Town Township）是位於美國北達科他州巴恩斯縣的一個鎮區。

## 地方資料
萊克敦鎮區的面積為92.08平方千米，當中陸地面積為89.48平方千米，而水域面積為2.60平方千米。根據2010年美國人口普查的數據，當地共有人口39人，而人口密度為每平方千米0.42人。